# Parmelia laevior
Parmelia laevior är en lavart som beskrevs av Nyl. Parmelia laevior ingår i släktet Parmelia och familjen Parmeliaceae.   Inga underarter finns listade i Catalogue of Life.